# Бхишмапарва

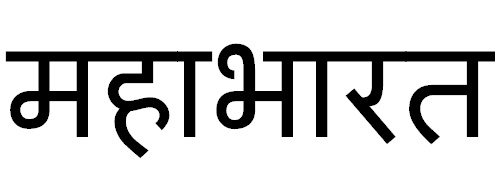
Махабха́рата

Бхишмапарва (санскр. भीष्मपर्व, «Книга о Бхишме») — шестая книга «Махабхараты», состоит из 5,4 тыс. двустиший (117 глав по критическому изданию в Пуне). В «Бхишмапарве» рассказывается о первых десяти (из восемнадцати) днях битвы на Курукшетре между войсками Пандавов и Кауравов, завершившихся убиением верховного военачальника Кауравов — Бхишмы. «Бхишмапарва» включает в себя один из наиболее почитаемых священных текстов индуизма — религиозно-философскую поэму «Бхагавад-гита».

## Сюжет

### Протяжение материка Джамбу
Вайшампаяна рассказывает Джанамеджае о начале битвы на Курукшетре. Явившись на Курукшетру, войско Пандавов располагается в западной части поля, обратившись лицом на восток. Перед битвой противоборствующие стороны устанавливают правила для сражающихся в соответствии с древнеиндийским воинским кодексом чести. При наступлении вечерних сумерек Вьяса предлагает Дхритараштре даровать зрение, чтобы тот следил за битвой. Дхритараштра отказывается от предложенного дара, поскольку не хочет видеть убиение родственников. Вместо этого он хочет слышать о битве. Вьяса дарует чудесное зрение Санджае и поручает ему вести рассказ о сражении. Далее Вьяса сообщает Дхритараштре о множестве наблюдаемых грозных знамений и призывает его удержать Кауравов от битвы. Дхритараштра жалуется на то, что они не подчиняются ему. По просьбе царя Кауравов Вьяса рассказывает о приметах, предвещающих победу, и удаляется. Затем Санджая рассказывает Дхритараштре о странах и городах, откуда на Курукшетру пришли многочисленные войска.

### Земля
Санджая продолжает рассказ об устройстве Земли и дополняет его древнеиндийскими космологическими представлениями о небесных светилах.

### Песнь Господа

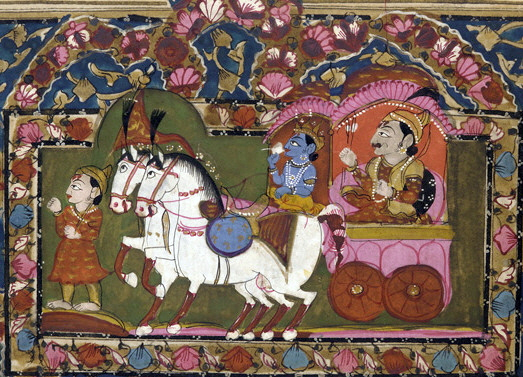
Кришна, Арджуна на Курукшетре, картина XVIII-XIX века

Санджая, вернувшись с битвы, сообщает Дхритараштре о том, что Бхишма убит Шикхандином и возлежит на ложе из стрел. Одолеваемый великой скорбью Дхритараштра вопрошает Санджаю, как и при каких обстоятельствах был убит Бхишма. Санджая, утешая владыку Кауравов, говорит, что случившееся было предопределено уже давно. Затем он начинает рассказ о том, что увидел силою йоги.
Дурьодхана перед началом битвы распоряжается тщательно оберегать Бхишму и постараться убить Шикхандина. Юдхиштхира в унынии проявляет неуверенность перед превосходящими силами противника и выражает сомнение в победе в разговоре с Арджуной. Арджуна поднимает боевой дух брата и убеждает его в неизбежности победы, поскольку на их стороне Кришна. Ободрённый Юдхиштхира воодушевляет своё войско. Кришна тем временем советует Арджуне сразиться с Бхишмой, предварительно истребив его защитников.
Кришна в качестве возницы по просьбе Арджуны устанавливает его колесницу между двух войск. Увидев множество своих родственников в рядах вражеского войска, Арджуна испытывает к ним жалость и отказывается вступать в битву. Кришна в длительной религиозно-философской беседе разъясняет подлинный смысл предстоящей битвы, а также необходимость участия в ней Арджуны. Арджуна отбрасывает сомнения и обретает решимость сражаться.

### Убиение Бхишмы
Юдхиштхира снимает с себя доспехи, откладывает оружие и, сложив ладони, пешком направляется к вражеской рати. За ним следуют Арджуна, Кришна и остальные цари. Воины Кауравов воспринимают поведение Юдхиштхиры как проявление трусости. Юдхиштхира, приблизившись к Бхишме, просит у него прощения за намерение сражаться с ним и благословения на битву. Бхишма выражает удовлетворение поступком царя Пандавов, желает ему победы в бою и предлагает выбрать дар. Юдхиштхира в качестве дара выбирает совет Бхишмы о том, как его победить. Бхишма отвечает, что среди Пандавов для него нет достойного противника, а потому одолеть его нельзя.
Юдхиштхира в сопровождении братьев направляется к Дроне и просит у него очищения от греха и победы над врагами. Дрона выражает удовлетворение поступком царя Пандавов, желает ему победы в бою и предлагает выбрать дар. Юдхиштхира в качестве дара выбирает совет Дроны о том, как его победить. Дрона отвечает, что среди Пандавов для него нет достойного противника, а потому одолеть его нельзя, но он опустит оружие, если услышит огорчительную весть из уст человека, достойного доверия.
Юдхиштхира в сопровождении братьев направляется к Крипе и просит у него очищения от греха и победы над врагами. Крипа выражает удовлетворение поступком царя Пандавов, желает ему победы в бою и предлагает выбрать дар. Юдхиштхира в смятении впадает в бесчувствие. Крипа, догадавшись о желании Юдхиштхиры, отвечает, что среди Пандавов для него нет достойного противника, а потому одолеть его нельзя.
Юдхиштхира в сопровождении братьев направляется к Шалье и просит у него очищения от греха и победы над врагами. Шалья выражает удовлетворение поступком царя Пандавов, желает ему победы в бою и предлагает выбрать дар. Юдхиштхира в качестве дара выбирает помощь Шальи в битве с Карной. Шалья обещает исполнить это желание.
Юдхиштхира с братьями уходит из войска Кауравов. Кришна, подойдя к Карне, предлагает ему перейти на сторону Пандавов, а после гибели Бхишмы вернуться на помощь Кауравам. После отказа Карны Кришна следует за Пандавами.
Юдхиштхира, обратившись к военачальникам Кауравов, предлагает всем желающим перейти на его сторону. Юютсу, брат Дурьодханы, откликается на призыв царя Пандавов и переходит к нему. Юдхиштхира возвращается к своим войскам и надевает доспехи. Потрясённые добродушием и милосердием Пандавов воины Кауравов плачут.
День первый. Битва на Курукшетре начинается утром со столкновения царей из рода Куру и Пандавов. Остальные властители некоторое время наблюдают за стычкой родственников, а затем по приказам Дурьодханы и Юдхиштхиры вступают в бой. На исходе первого дня битвы Бхишма под защитой Дурмукхи, Критавармана, Крипы, Шальи и Вивиншати вторгается в ряды войска Пандавов. В столкновении с Шальей гибнет Уттара, сын царя Вираты. После захода солнца противоборствующие стороны объявляют перемирие.
День второй. На рассвете войска Пандавов строятся в боевой порядок, именуемый Заревой Каравайкой. Впереди войск выступает Арджуна. Дурьодхана вновь особое внимание уделяет защите Бхишмы. В завязавшейся битве Кришна пригоняет колесницу Арджуны к колеснице Бхишмы, но их поединок не выявляет победителя. В это же время происходит поединок Дроны с Дхриштадьюмной. На помощь Дхриштадьюмне приходит Бхима, а на помощь Дроне — войско калингов. Дрона переключается на бой против Вираты и Друпады, а Дхриштадьюмна присоединяется к Юдхиштхире. Бхимасена убивает царя калингов, после чего к нему на помощь приходят войска Дхриштадьюмны, Шикхандина и Юдхиштхиры. Затем к ним присоединяется Сатьяки, и все вместе они вступают в сражение с Бхишмой. После гибели колесничего Бхишмы его кони увлекают колесницу с поля битвы. Под конец второго дня в бой с Ашваттхаманом, Шальей и Крипой вступает Дхриштадьюмна. Ему на помощь прибывает сын Арджуны по имени Абхиманью, на которого нападает сын Дурьодханы по имени Лакшмана. Вскоре на подмогу своим сыновьям приезжают Дурьодхана и Арджуна. На Арджуну нападают Бхишма с Дроной, но Арджуна сокрушает войско Кауравов. Наступают сумерки, и войска объявляют перемирие.
День третий. При наступлении рассвета войска Кауравов располагаются строем Гаруды, а войска Пандавов выстраиваются полумесяцем. В ожесточённой схватке ни одна сторона не уступает другой до тех пор, пока Дурьодхана не лишается сознания от попадания в грудь стрелы, пущенной Бхимасеной. Бхишма и Дрона оказываются не в состоянии пресечь бегство своего войска. Кауравам удаётся избежать поражения лишь после того, как очнувшийся Дурьодхана сам останавливает паническое отступление. Затем Дурьодхана укоряет Бхишму за проявление милости к Пандавам, и тот обещает по мере своих сил отразить наступление противника. Около полудня Бхишма нападает на торжествующих победу Пандавов и обращает их войско в бегство, которое прекращается после контратаки Арджуны. Бхишма осыпает колесницу Арджуны ливнем стрел, чем приводит в смятение Кришну, который решает нарушить своё обещание не сражаться и убить Бхишму. В это время на Арджуну и Кришну нападают сотни тысяч конников, пехотинцев, колесниц и слонов. Лишь Чекитана приходит им на помощь. Соскочив с колесницы с диском в руке, Кришна устремляется на Бхишму. Бхишма призывает его исполнить задуманное, ибо Кришна своим нападением оказывает ему честь. Арджуна догоняет Кришну и, удерживая его обеими руками, клянётся покончить с Кауравами. Удовлетворённый Кришна вновь восходит на колесницу. Применив оружие Индры, Арджуна обращает вспять Кауравов. С наступлением сумерек битва прекращается.
День четвёртый. Утром четвёртого дня битва возобновляется. Бхишма продолжает колесничное единоборство с Арджуной, а защитники Бхишмы сражаются против Абхиманью. В гуще боя Абхиманью приближается к колеснице Шальи, на защиту которого становятся Дурьодхана с братьями. На Дурьодхану нападают Пандавы вместе с Дхриштадьюмной. Дурьодхана при поддержке войска в десять тысяч слонов выступает против Бхимасены. Бхимасена палицей уничтожает слоновье войско. Дурьодхана взывает ко всем своим войскам, чтобы они обрушили всю мощь на Бхимасену. Бхимасена успешно отражает атаку противника. Тяжело раненый стрелой Дурьодханы, он на короткое время теряет сознание, но, очнувшись, истребляет множество братьев Дурьодханы. Бхагадатта поражает Бхимасену стрелой в грудь, отчего тот впадает в беспамятство. Ракшас Гхатоткача во главе слоновьего войска защищает лишившегося сознания отца. Кауравы спешат на подмогу Бхагадатте, но в тыл им заходит войско Юдхиштхиры. Наступает ночь, и воюющие стороны возвращаются в свои станы. Дурьодхана вопрошает Бхишму, почему столь могучие воины среди Кауравов не выдерживают натиска Пандавов. Бхишма призывает Дурьодхану заключить мир с Пандавами и объясняет причину их непобедимости, излагая древнюю быль о поклонении Брахмы в присутствии всех богов и провидцев владыке вселенной — Кришне. По словам Бхишмы, Пандавы укреплены йогой величия Кришны и йогой духа Кришны. Услышав это священное сказание, Дурьодхана проникается уважением к Пандавам и Кришне.
День пятый. После восхода солнца войска Кауравов выстраиваются в боевой порядок под названием Макара, а Пандавы выставляют строй Орла. Битва начинается с нападения Бхимасены на Бхишму, который вскоре сталкивается с Арджуной. Затем к каждой из сторон подходит подкрепление, при этом Шикхандин стремится напасть на Бхишму, а тот, помня о его женской природе, уклоняется от боя. В пылу сражения Ашваттхаман поражает стрелами Арджуну и Кришну, но Арджуна решает его не убивать из почтения к своему наставнику Дроне — отцу Ашваттхамана. Десятеро сыновей Сатьяки вызывают на бой Бхуришраваса, и он убивает их. К концу дня Арджуна уничтожает двадцать пять тысяч великих воителей. После наступления сумерек войска Пандавов и Кауравов расходятся по своим станам.
День шестой. По прошествии ночи Юдхиштхира распоряжается расположить войско строем под названием Макара. Кауравы противопоставляют ему строй Великой каравайки. После начала битвы Бхимасена нападает на всех младших братьев Дурьодханы. Он покидает свою колесницу с палицей в руке и сражается пешим. Дхриштадьюмна достигает пустой колесницы Бхимасены и, узнав от колесничего, куда тот отправился, следует по путям Бхимасены, а потом сажает его на свою колесницу. Дурьодхана с братьями нападает на них, но Дхриштадьюмна оружием помрачения останавливает врагов. Дрона, победив Друпаду, приходит на помощь Дурьодхане и оружием познания уничтожает оружие помрачения. По приказанию Юдхиштхиры на подмогу Бхимасене и Дхриштадьюмне прибывает отряд, построенный в боевом порядке Остриё иглы и возглавляемый Абхиманью. Дрона, однако, останавливает наступление Пандавов. Бхимасена вновь восходит на свою колесницу и при поддержке Абхиманью продолжает сражаться с Дурьодханой и его братьями. Когда солнце уже багровеет, Бхимасена стрелами убивает коней Дурьодханы и наносит тяжёлые раны ему самому. Крипа поднимает Дурьодхану на свою колесницу, а Джаядратха окружает Бхимасену тысячами колесниц. Войско Пандавов продолжает отчаянно сражаться с братьями Дурьодханы, но терпит большой урон от Бхишмы. После заката солнца битва прекращается.
День седьмой. После отдыха Дурьодхана жалуется Бхишме на физические и душевные муки, причинённые ему стрелами Бхимасены. Бхишма обещает сокрушить Пандавов в бою, и ободрённый Дурьодхана приказывает войскам выступать. Бхишма ещё раз напоминает Дурьодхане, что Пандавам помогает Кришна, а потому их не смогут победить даже боги с Индрой во главе. Всё же он обещает сражаться до победного либо проигрышного конца и дарует Дурьодхане чудесное зелье для исцеления от ран. На заре Бхишма устанавливает войско строем Круга. Увидев это, Юдхиштхира устанавливает своё войско строем Ваджры. В начале битвы Арджуна своими стрелами обращает врагов в бегство, вынуждая Бхишму сразиться с ним. Дурьодхана приказывает бдительно оберегать Бхишму в бою. Дрона убивает сына Вираты по имени Шанкха, после чего Вирата бежит с поля боя. Шикхандин сражается с Ашваттхаманом, а Сатьяки побеждает вождя ракшасов Аламбусу. Дхриштадьюмна одолевает Дурьодхану, которого вывозит из боя на своей колеснице Шакуни. Ираван побеждает Винду и Анувинду, а сын Бхимасены ракшас Гхатоткача терпит поражение от Бхагадатты. Шалья сходится в бою с Накулой и Сахадевой, и, получив от стрелы Сахадевы тяжёлое ранение, в бессознательном состоянии вывозится с поля брани своим колесничим. Когда солнце достигает зенита, Юдхиштхира обращает в бегство Шрутаюса, а вместе с ним — и всё войско Дурьодханы. Чекитана и Крипа, убив коней и колесничих друг друга, в пешем бою сражаются до бесчувствия, после чего союзники вывозят их на своих колесницах. Абхиманью, победив Читрасену и Викарну, решает не лишать их жизни, чтобы Бхимасена, который поклялся собственноручно убить всех братьев Дурьодханы, смог исполнить свой обет. Когда Арджуна замечает, что Бхишма мчится на оставшегося в одиночестве Абхиманью, то истребляет множество защитников Бхишмы и нападает на него самого совместно со своими подоспевшими братьями и Шикхандином. Однако оберегаемый Кауравами во главе с Дурьодханой Бхишма вновь выходит из битвы невредимым, в очередной раз уклоняясь от столкновения с Шикхандином. После заката солнца войска отходят в свои станы на отдых.
День восьмой. Утром Кауравы устанавливают строй, подобный океану. Войско Пандавов располагается строем Рогатины. Мысленно наметив противника, воины устремляются друг на друга. По велению Юдхиштхиры все войска Пандавов наступают на Бхишму. Несмотря на меры, принятые Дурьодханой, Бхимасене удается прорваться к Бхишме и убить его колесничего. Затем Бхимасена убивает восьмерых братьев Дурьодханы. Сын Арджуны по имени Ираван истребляет войско Шакуни, но погибает от руки ракшаса Аламбусы. Узрев смерть Иравана, Гхатоткача с оглушительным рёвом в окружении ракшасов наступает на Кауравов. Ему противостоит Дурьодхана при поддержке десяти тысяч слонов. Гхатоткача одерживает победу, и на помощь Дурьодханы по приказанию Бхишмы прибывют сильнейшие бойцы среди Кауравов. В ожесточённом сражении раненый Гхатоткача взмывает в воздух и издаёт громовой рёв. Услышав этот рёв, Юдхиштхира отправляет на его защиту возглавляемое Бхимасеной войско из великого множества колесниц и шести тысяч слонов. После того как Дурьодхана наносит стрелой глубокую рану Бхимасене, воины Пандавов устремляются на владыку Кауравов. Бхимасена поражает стрелами Дрону, отчего тот теряет сознание. Дурьодхана и Ашваттхаман поспешают на выручку Дроне. Войска Пандавов, предводимые Абхиманью, защищают Бхимасену. Гхатоткача являет ошеломляющий морок, от которого воины Кауравов воспринимают друг друга погибшими и врассыпную бегут к своему стану в урочный час заката. Дурьодхана, приблизившись к Бхишме, рассказывает о поражении Кауравов и выражает желание самому убить Гхатоткачу. Бхишма отговаривает его и вместо того поручает сразиться с Гхатоткачей царю Бхагадатте. Бхагадатта сначала сокрушает войско Пандавов, а затем принимает бой с Гхатоткачей, которому помогают Пандавы. Дурьодхана во главе своего войска поддерживает Бхагадатту. Бхимасена рассказывает Арджуне и Кришне о смерти Иравана. Бхимасена, несмотря на сопротивление Дроны, продолжает убивать братьев Дурьодханы. Спускается ночная тьма, и стороны заключают перемирие.

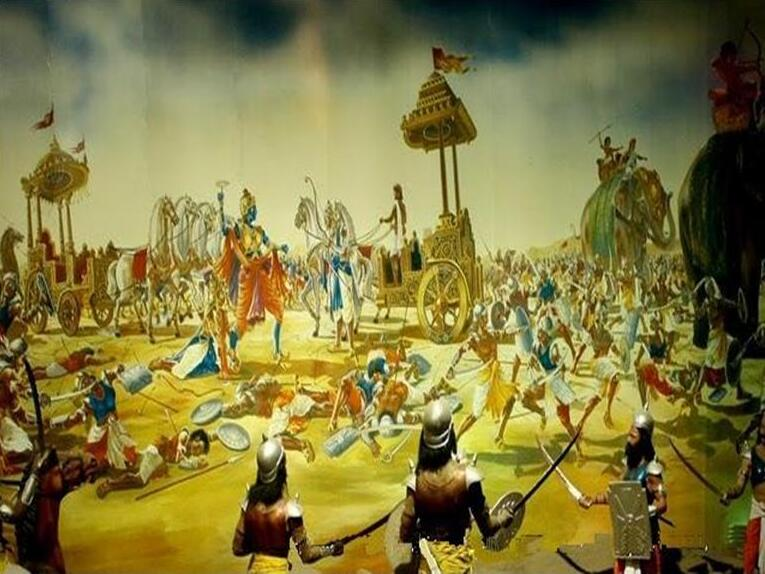
Девятый день битвы на Курукшетре.
Картина из Panorama & Science Center, Курукшетра, штат Харьяна, Индия.

День девятый. Дурьодхана, Шакуни, Духшасана и Карна держат совет, на котором Дурьодхана сетует на непонятную мягкость своих военачальников по отношению к Пандавам. Карна обещает победить Пандавов после того, как Бхишма сложит оружие. Дурьодхана является к Бхишме и просит его либо сразить Пандавов, либо позволить сразиться с ним Карне. Бхишма обещает сокрушить всех Сомаков, кроме Шикхандина, и предлагает Дурьодхане самому сразиться с Пандавами. Ночь сменяется рассветом, и тщательно оберегаемый Кауравами Бхишма устанавливает войско на поле битвы строем, Благим со всех сторон. Арджуна просит Дхриштадьюмну поставить Шикхандина против Бхишмы. В начале битвы Абхиманью рассеивает войско Кауравов и Дурьодхана выставляет против него предводителя ракшасов Аламбусу. Абхиманью поражает Аламбусу стрелами, а когда тот колдовством сотворяет тьму, то рассеивает тьму оружием, творящим свет. Покинув колесницу, Аламбуса бежит в страхе. Бхишма с братьями Дурьодханы осаждают Абхиманью, к которому на выручку приходят Арджуна с остальными Пандавами. Арджуна сходится в сражении с Дроной, к которому Дурьодхана присылает войско тригартов, но оно вскоре терпит поражение. Бхимасена палицей изничтожает слоновье войско Кауравов, и мечущиеся слоны заставляют воинов Дурьодханы спасаться бегством. В полдень начинается сражение между Бхишмой и Сомаками. Дхриштадьюмна, Шикхандин, Вирата и Друпада разят Бхишму стрелами, и он отвечает тем же нападающим, за исключением Шикхандина. Вокруг Бхишмы разыгрывается ожесточённое сражение, и к вечеру войско Пандавов оказывается побеждённым. Видя это, Кришна призывает Арджуну поразить Бхишму, а когда тот проявляет мягкость в битве, то сам соскакивает с колечницы и с одним бичом в руке приближается к Бхишме. Бхишма говорит, что смерть от руки Кришны для него — высшее благо. Арджуна догоняет Кришну и силой его удерживает. Затем они вдвоём возвращаются на колесницу, что быть осыпанными ливнем стрел Бхишмы. Смеркается, и войска отходят на отдых. Юдхиштхира, обратившись к Кришне, жалуется на неодолимость Бхишмы и высказывает желание удалиться на постоянное место жительства в лес. Кришна утешает владыку Пандавов и выражает готовность самому повергнуть Бхишму. Юдхиштхира призывает Кришну не вступать в бой в соответствии с оговоренным ранее условием, а пойти вместе к Бхишме и на основании заключённого договора спросить о средстве убить его. Посовещавшись, Пандавы оставляют оружие и доспехи и с Кришной являются к Бхишме за советом. Бхишма рекомендует Арджуне поразить его стрелами, поставив впереди Шикхандина. Поскольку последний ранее был женщиной, Бхишма не станет биться с ним и погибнет. После возвращения в свой стан терзающийся горем Арджуна заявляет о нежелании убивать своего деда. Кришна в очередной раз подстрекает Арджуну к убиению близкого родственника во имя кшатрийского долга.
День десятый. На ясной заре перед восходом солнца Пандавы идут в бой, выставив впереди всех войск Шикхандина. Впереди войск Кауравов выступает Бхишма. Когда силы Дурьодханы спешно отступают под натиском противника, Бхишма являет всю свою ратную мощь, уничтожая десятки тысяч бойцов. Шикхандин и Арджуна устремляются на Бхишму, и вокруг них кипит ужасающая бойня. В пылу сражения Бхишма отрешается от жизни и сообщает оказавшемуся поблизости Юдхиштхире о ненависти к своему телу, а также о готовности принять смерть в бою от руки Арджуны. После этих слов битва вокруг Бхишмы разгорается с новой силой. В первой половине дня Арджуна побеждает предводителей вражеского войска, но на защиту Бхишмы приходит новое подкрепление. В тяжёлом бою Бхишму поражают тысячи стрел Арджуны, Шикхандина и многочисленных ратей Пандавов, так что на его теле не остаётся даже на палец не пронзённого места. Незадолго до заката Бхишма падает с колесницы на глазах у сыновей Дхритараштры, не касаясь земли из-за множества покрывших его тело стрел. На Бхишму нисходит божественный дух, меркнет свет, проливается дождь, и сотрясается земля. Ганга, мать Бхишмы, посылает к нему мудрецов в образе гусей. Гуси обходят Бхишму слева направо и выражают недоумение, почему он уходит из мира, когда солнце на южном пути. Бхишма говорит, что при помощи полученного от отца дара он удержит жизнь, пока солнце не повернёт к северу. Кауравы впадают в оцепенение, а Пандавы празднуют победу. Сойдясь кругом, и те, и другие складывают оружие и погружаются в раздумье. Бхишма просит дать ему опору в изголовье, а когда цари приносят лёгкие и мягкие подушки, то отвергает их и обращается с той же просьбой к Арджуне. Арджуна даёт опору из трёх стрел, чем вызывает одобрение Бхишмы. Бхишма отказывается от услуг целителей и остаётся лежать на ложе из стрел, а Пандавы и Кауравы, обойдя его слева направо, возвращаются на отдых в свои шатры.

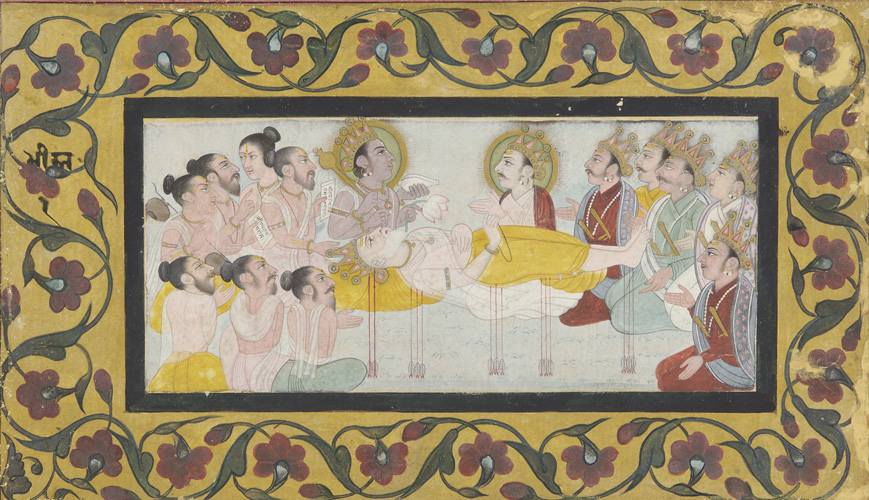
Бхишма на ложе из стрел.
Из коллекции Смитсоновского института.

На заре Пандавы и сыновья Дхритараштры приходят к деду. Бхишма отказывается от принесённых яств и просит Арджуну дать ему воды. Арджуна, объехав на колеснице слева направо ложе Бхишмы, выпускает из лука стрелу в землю в южной стороне, отчего из земли начинает бить струя прохладной воды. Утолив жажду, Бхишма советует Дурьодхане заключить мир с Пандавами и отдать им половину царства. Цари возвращаются в свои обители, а к Бхишме является Карна. Бхишма говорит ему, что прежде молвил жестокие слова только для того, чтобы убить в нём пыл, и призывает Карну объединиться с единоутробными братьями — Пандавами. Карна отвечает, что знает о тайне своего рождения, но не желает менять решения и получает от Бхишмы разрешение сражаться с Пандавами. Затем Карна на колеснице направляется к Дурьодхане.